# Astragalus whitneyi
Astragalus whitneyi — вид квіткових рослин з родини бобових (Fabaceae). Ареал охоплює такі країни: зх. США.

## Середовище
Висота проживання: 750–3660 метрів. Це багаторічна трав'яниста рослина, яка росте на сухих кам'янистих схилах пагорбів, на відкритих кам'янистих схилах, а також у порушених середовищах, таких як узбіччя доріг. Наразі немає відомих серйозних загроз для цього виду.